# Oxintomodulina

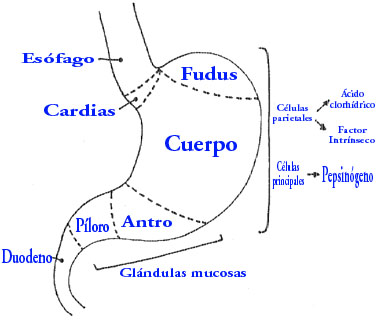
Partes del estómago incluyendo las células parietales que producen oximodulina.

La oxintomodulina es una hormona de 37 aminoácidos que se encuentra en el colon y en el íleon producida por las células L enteroendócrinas. Tiene como blanco a las células parietales de las glándulas de la mucosa oxíntica del fundus del estómago. Se ha descubierto que suprime el apetito y por ello ha sido estudiado como un método de reducción de peso.
El mecanismo de acción de la oxintomodulina no se entiende muy bien aún. se sabe que se une tanto al receptor del péptido similar al glucagón tipo 1 (GLP-1) y del glucagón, pero no está claro si los efectos de la hormona son mediados por estos receptores celulares o por medio de un receptor aún no identificado. Los niveles de oxintomodulina suelen estar extremadamente elevados en casos de malabsorción.